# 斯忒新勃罗托斯
萨索斯的斯忒新勃罗托斯（英語：Stesimbrotos of Thasos），约活动于公元前5世纪前后。古希腊萨索斯的诡辩家与传记作家，在雅典开馆授徒。他写过有关荷马、萨摩斯拉斯秘仪的书，以及地米斯托克利、修昔底德、伯里克利的传记。其著作散见于现存著述的引述，但有关修昔底德（麦莱西阿斯之子）的记述却未能流传下来。